# Curt Bois

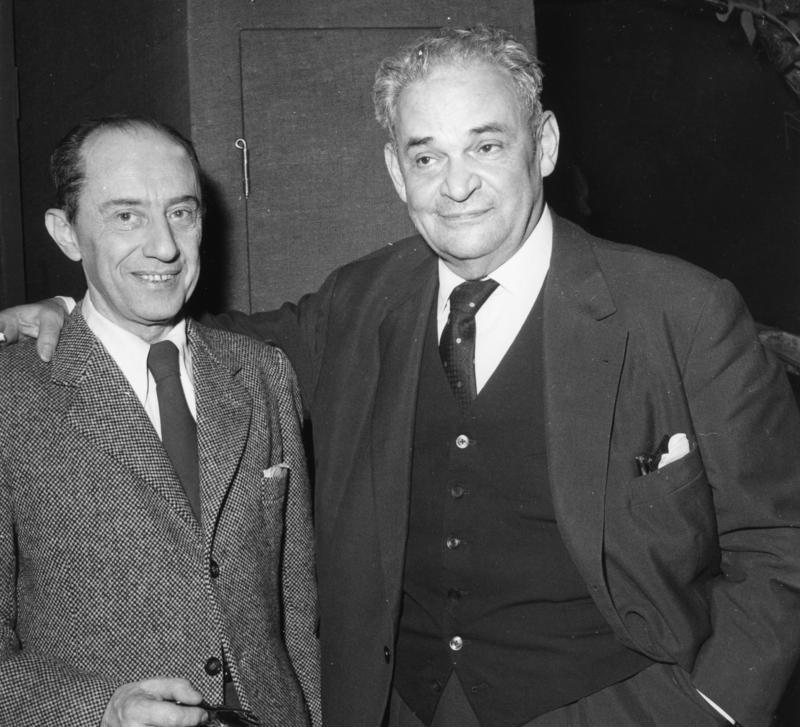
Curt Bois (links) mit Fritz Kortner im Berliner Schiller-Theater (1959)

Curt Bois [kurʈ bwa] (* 5. April 1901 als Kurt Boas in Berlin; † 25. Dezember 1991 ebenda) war ein deutscher Schauspieler und Sänger, dessen Karriere über 80 Jahre umfasste.
Als Kinderdarsteller war er noch vor dem Ersten Weltkrieg einer der ersten Kinderstars der Filmgeschichte und trat als Salonhumorist auf. In der Weimarer Republik erlangte er als Interpret von Chansons wie Ich mache alles mit den Beinen oder des von Friedrich Hollaender geschriebenen Liedes Guck doch nicht immer nach dem Tangogeiger hin einen noch größeren Bekanntheitsgrad. Weiterhin trat er in vielen Filmen auf, wirkte an Bühnenkomödien und Varieté-Shows mit.
Aufgrund seiner jüdischen Abstammung flüchtete er 1933 vor den Nationalsozialisten ins Ausland. Er spielte zahlreiche, zumeist kleinere Nebenrollen in Hollywood-Filmen, darunter im Klassiker Casablanca. In den 1950er-Jahren kehrte er nach Deutschland zurück und hatte längere Engagements am Theater des Westens und am Schillertheater in Berlin. Auch der Film und das Fernsehen in Deutschland boten ihm wieder ein Betätigungsfeld; ein später Höhepunkt seines Schaffens war 1987 der Film Der Himmel über Berlin von Wim Wenders.

## Leben

### Die Anfänge
Curt Bois kam als Kurt Boas am 5. April 1901 in der elterlichen Wohnung in der Fontanepromenade 4 in Berlin auf die Welt. Seine Eltern waren Philipp Boas und Martha geb. Saul. Die Familie war jüdischer Herkunft. Nach einer letzten Begegnung im Treppenhaus mit dem Vater, einem Spieler und herumreisenden Vertreter für Lederwaren, blieb die Mutter Martha mit ihren vier Kindern in der Ansbacher Straße 28 in Berlin zurück. Curts ältere Schwester Ilse spielte kleine Kinderrollen in Theater und Film und half so mit, die Familie zu ernähren. 1907 wurde der Bühnenautor Albert Bernstein-Sawersky sein Stiefvater.
Zu seinem sechsten Geburtstag bekam Curt ein Puppentheater geschenkt, mit dem er sein Stück Robinson Krause, ein Schiffbrüchiger aus Berlin aufführte. Trotz eines gelangweilten Publikums gab er nicht auf und gründete sein eigenes Theater, in dem er Direktor und Ensemble zugleich war, und spielte auch sein eigenes Publikum.
Nach diesen schauspielerischen Darbietungen im Kinderzimmer begleitete Curt Bois mit sieben Jahren seine Schwester eher zufällig ins Theater des Westens zum Vorsprechen bei Direktor Monti. Hier wurde nicht Ilse, sondern er als Heinerle in Leo Falls Operette Der fidele Bauer engagiert. Die Premiere fand am 23. Oktober 1908 im Theater des Westens statt und das Heinerle-Duett mit Grete Dierkes konnte bereits fünf Tage nach der Premiere auf Schallplatte als Fotoserie und filmisch aufgezeichnet erworben werden. Als Achtjähriger trat er im Berliner Thalia-Theater auf.
1908 folgten auch schon die ersten Stummfilme wie Mutterliebe, Der kleine Detektiv und Streichhölzer, kauft Streichhölzer! Seine Kollegen waren unter anderem Henny Porten in Des Pfarrers Töchterlein oder Georg Kaiser in BZ-Maxe & Co.
Seit 1914 entstanden viele Revuen mit leichter Unterhaltung in Berlin, in denen auch Curt Bois von 1914 bis 1919 mit seinen Auftritten als „Salonhumorist“ vertreten war, sowie in Kabaretts, Varietés und Kurbädern in Deutschland, Schweiz, Österreich und Ungarn. Je länger der Krieg dauerte, desto mehr suchten die Menschen nach Zerstreuungen, und Bois arbeitete im „Cabaret Kurfürst“ im „Brunnenpalast“, wo er mit seinen Parodien auf andere Kabarettgrößen wie Jean Moreau und Paul Steinitz sehr beliebt war.
Am Nelson Theater lernte Curt Bois seine spätere Frau Hedi Ury kennen. Hedi gab dann aus Rücksicht auf die Karriere ihres Mannes ihre Berufstätigkeit auf und unterstützte ihn bis zu ihrem Tod 1962. Curt Bois arbeitete danach abwechselnd für die „Wilde Bühne“ und das „Nelson Theater“. An Trude Hesterbergs Kabarett „Wilde Bühne“ im Theater des Westens präsentierte Curt Bois Parodien und Lieder und traf auch hier den Nerv der Zeit. Das Programm der „Wilden Bühne“ war eher zeitkritisch und satirisch geprägt.
Im Programm des Kabarett der Komiker (KadeKo) vereinigten sich die Kunstformen Kabarett und Varieté. Das „KadeKo“ wurde am 1. Dezember 1924 mit der Operettenparodie Quo Vadis? eröffnet. In diesem Stück wirkten auch Margo Lion und Kurt Gerron mit. Curt Bois spielte den Römer Gojus, an dessen Brust ein großes Hakenkreuz baumelte. Quo Vadis war eine frühe Satire auf den Nazismus, die später den Nazis als Anlass diente, die daran Beteiligten zu verfolgen und zu ermorden.  Ab 1925 holte Heinz Hilpert ihn auch zurück auf die Theaterbühne, wo er ebenfalls vor allem in komischen Rollen zu sehen war. Im „KadeKo“ wurde auch seine ältere Schwester Ilse Bois zum Star, bis sie 1933 zunächst nach Österreich und später nach Großbritannien emigrierte.
Curt wirkte seit seiner Kindheit immer wieder in Stummfilmen mit, unter anderen in Sie und die Drei, Wehe, wenn sie losgelassen, Der Jüngling aus der Konfektion und Der Fürst von Pappenheim. In dem letztgenannten Film hatte er einen komischen Auftritt in Damenkleidern, der 1937 in dem antisemitischen Pamphlet Film-Kunst Film-Kohn Film-Korruption von Neumann-Belling-Betz unter der Überschrift „'Deutsche' Weltstars“ zur Diffamierung des Schauspielers diente. Ebendiese Szene in Frauenkleidern wurde 1940 auch in den antisemitischen Propagandafilm Der ewige Jude montiert, welcher im Berliner Ufa-Palast Premiere hatte und als angeblicher Beweis für die Dekadenz der Weimarer Republik dienen sollte.
Im deutschen Tonfilm war Curt Bois nur selten zu sehen. Sein erster Tonfilm Der Schlemihl wurde 1931, unter der Regie von Max Nosseck, zum Überraschungserfolg. Danach trat er nur noch in den Filmen Ein steinreicher Mann und Scherben bringen Glück, einem Kurzspielfilm von 1932, bei dem er auch Regie führte, auf. Der Film Der Schlemihl gilt als verschollen.
Auf das Kabarett folgte die Operettenbühne, und Curt Bois spielte unter Victor Barnowsky am Deutschen Künstlertheater Berlin. In der Operette Olly-Polly wurde Curt Bois von Max Reinhardt entdeckt und durfte in Maughams Victoria, einer Komödie aus dem Jahre 1926, die von Max Reinhardt extra für ihn erfundene Rolle des Tanzlehrers spielen.
Am 31. Dezember 1928 hatte einer seiner größten Bühnenerfolge Premiere. Curt Bois war am Wiener Theater in der Josefstadt unter der Regie von Hugo Thimig als Lord Babberley in seiner eigenen Bearbeitung von Brandon Thomas’ Stück Charleys Tante zu sehen. Er wiederholte 1929 die Inszenierung am Komödienhaus Berlin in der eigenen Regie gemeinsam mit Felix Weissberger, aber die geplante Verfilmung kam 1933 nicht mehr zustande. Brandon Thomas’ Erben verhinderten auch das Anknüpfen an die Erfolge dieses Stückes in Amerika.
Der Revisor von Gogol war das letzte Stück, mit dem Curt Bois 1932 in Berlin Premiere hatte, bevor er ins Exil ging. Das Stück, mit dem er zuletzt in Berlin auf der Bühne stand, war Frankensteins unheimliche Geschichten. Aus dieser Revue, in der Curt Bois von Mischa Spoliansky und Friedrich Hollaender komponierte Schlager sang, stammen so bekannte Lieder wie Ich mache alles mit den Beinen, Kuck doch nicht immer nach dem Tangogeiger hin und Komm, laß uns einen kleinen Rumba tanzen. Diese Lieder wie auch das Heinerle-Lied waren nicht nur durch die Bühne, sondern auch durch Schallplatten bekannt.

### Das Exil
Am 7. Februar 1933, eine Woche nach Hitlers „Machtergreifung“, verließ Curt Bois Deutschland. Er sah für seine Zukunft drei Möglichkeiten: Sich selbst umbringen, umgebracht zu werden oder in einem anderen Land sein Leben zu fristen.
In Wien angekommen, fand Bois Arbeit in der Operette Die Dame mit dem Regenbogen, welche auch in Prag als Gastspiel zu sehen war. In Prag blieb er 1933 für zwei weitere Inszenierungen. Bis 1934 blieb er in Österreich, doch auch dort konnte er längerfristig nicht bleiben, da auch in Wien aufgrund wirtschaftlicher Probleme Theater geschlossen wurden. Als Emigrant war es für ihn schwer, eine Arbeitserlaubnis zu erhalten. Bois und seine Frau hielten es nicht länger in Österreich aus und gingen nach London. Hier bestand die Hoffnung, durch einen Freund aus Deutschland in der Filmbranche Fuß zu fassen, aber die hergestellten Kontakte blieben ohne Erfolg.
Im Herbst 1934 trat er aber noch im Zürcher Kabarett Corso mit einem Kabarettprogramm von und mit Trude Hesterberg sowie mit Aufführungen von seinem Erfolg Charleys Tante auf. Die nächste Station war Paris, wo er seine Schwester Ilse besuchte. Hier reifte der Entschluss, nach Amerika zu gehen. In der Zeit in New York traf Bois auch Max Nosseck wieder, der bei Der Schlemihl Regie geführt hatte. Dieser hatte die Idee, nach Hollywood zu gehen, da man sich dort bessere Arbeitsmöglichkeiten erhoffte. In einem gebrauchten Auto fuhren Nosseck und Bois zusammen nach Kalifornien.
Curt Bois schlug sich hier weiter mit zahlreichen kleinen und kleinsten Rollen durch, manchmal auch in größere Nebenrollen, wie in Richard Oswalds The Lovable Cheat mit Buster Keaton oder in Max Ophüls Caught. In Michael Curtiz Emigranten-Melodram Casablanca war er der fingerfertige Taschendieb, ebenfalls eine kleinere Rolle.
Die Freundschaft zur Kabarettistin und Schriftstellerin Erika Mann entstand 1937 in New York. Dort wollte sie ihn für ihr politisches Kabarett Die Pfeffermühle gewinnen.
Mit der Beendigung des Krieges reifte sein Entschluss nach Veränderung. Ein Leben als Kleindarsteller wollte er nicht mehr weiterführen. Das Klima für deutsche Exilanten in den USA verschärfte sich. Daher war er auf der Suche einer Heimkehr nach Europa, nach Nachkriegsdeutschland. Diese Chance ergab sich durch die Übergabe zweier Schiffspassagen für ihn und seine Frau durch die Familie Mann. Ermutigt wurde er dabei auch durch die zugesagte Unterstützung von Wolfgang Langhoff.

### Die Rückkehr
Am 25. Juli 1950 kehrten Curt Bois und seine Frau dann nach Deutschland zurück. Dabei wurde er durch den Schriftsteller Thomas Mann unterstützt. Am 27. September 1950 stand er erstmals in Deutschland wieder auf der Bühne. Er wurde Mitglied des Deutschen Theaters im Ostteil von Berlin und spielte den Chlestakow in Gogols Der Revisor unter der Regie von Wolfgang Langhoff. Die Presse warf Langhoff und vor allem Bois daraufhin vor, den russischen Klassiker amerikanisiert zu haben.
Im August 1951 begegnete er wieder Brecht, und man entschloss sich zur gemeinsamen Arbeit an dem Stück Herr Puntila und sein Knecht Matti. Am 1. April 1951 nahm ihn die DEFA unter Vertrag. Für ein monatliches Gehalt von 6.600 Mark war er dort bis zum 1. Oktober 1953 festangestellt, anfangs noch mit dem Plan Gogols Revisor zu verfilmen. Der Plan wurde verworfen, eine Rolle als Schauspieler bekam er dort nie. Er kommentierte dieses später einmal mit „Geld und keine Arbeit“. Da danach interessante Rollen ausblieben und der Aufstand von 1953 ihn nachdenklich machte, ging Curt Bois 1954 nach West-Berlin, wo er zunächst boykottiert wurde, da man ihm seinen „Ausflug“ in die DDR nicht verzieh.
Curt Bois erhielt wieder Rollen durch den 1947 aus dem Exil zurückgekehrten Fritz Kortner, welcher Curt Bois in mehreren Klassikerinszenierungen einsetzte. Kortner führte Bois an Klassikerrollen wie 1957 den Malvolio in Shakespeares Was ihr wollt.
Ab 1958 nahm er auch Filmangebote an. Er spielte unter anderem in den Filmen Das Spukschloß im Spessart, Ganovenehre und Der Zauberberg. Ab dem Jahr 1959 war Bois Mitglied des Ensembles am Schiller-Theater und spielte mehrfach am Schlosspark-Theater. Unter der Intendanz von Boleslaw Barlog am Schiller-Theater wurde Curt Bois 1972 entlassen.
Nach seiner Kündigung kam er 1973 als Gast an das Berliner Ensemble in Ost-Berlin und spielte dort die Rolle des Kaisers von China in Brechts Stück Turandot oder Der Kongress der Weißwäscher. Vorbild für den „Kongreß der Weißwäscher“ war eine Tagung des Berliner Parteiaktivs der SED im Friedrichstadt-Palast am Abend des 16. Juni 1953. Von 1972 bis 1978 wurde er von Boleslav Barlogs Nachfolger, Hans Lietzau, an das Schillertheater geholt, weil Regisseure nach Bois verlangten. Bois wurde in kleinen Nebenrollen eingesetzt und 1978 unspektakulär nach einem 70-jährigen Bühnenleben in die Rente entlassen. Seine letzte Rolle spielte er als Gonzalo in Shakespeares Der Sturm, ohne Abschied, ohne Dank.
Das Ostberliner Theater „Theater im Palast“ erinnerte sich an dieses sehr seltene Bühnenjubiläum und organisierte eine Feier, bei der Bois aus seinen Erinnerungen Zu wahr um schön zu sein las. Danach zog er sich von der Bühne zurück und gastierte nur noch gelegentlich mit Lesungen aus seinen Erinnerungen, die er in anekdotischer Form 1967 mit Wolfgang Deichsel, 1980 mit Gerold Ducke in Buchform und auf Schallplatte veröffentlichte.
Er konzentrierte sich außerdem vermehrt auf Fernsehfilme, wo er unter anderen die Hauptrolle in der Serie Die feine englische Art verkörperte, aber auch in kleineren Auftritten zu sehen war, so in Das Rentenspiel von 1977 und in Die Alten kommen von 1979.
1980 engagierte ihn der Schweizer Regisseur Markus Imhoof für den Spielfilm Das Boot ist voll als alten Juden auf der Flucht vor den Nazis. Der Film entstand im Rahmen einer Trilogie zum Thema Emigranten. Der Film behandelt kritisch die Aufnahmepolitik der Schweiz während des Zweiten Weltkrieges und wurde 1981 zur Berlinale uraufgeführt.
Das Fernsehen der DDR zeigte 1981 das erste Film-Porträt über den Schauspieler, Curt Bois oder Mit Heinerle fing alles an. Zwei Jahre später drehten die Schauspieler Bruno Ganz und Otto Sander den Dokumentarfilm Gedächtnis, ein Doppelporträt über ihre Kollegen Curt Bois und Bernhard Minetti. In seiner Berlin-Hommage Der Himmel über Berlin setzte Wim Wenders Curt Bois neben Bruno Ganz und Otto Sander ein. Bois wurde für diese Rolle (Homer) in der Kategorie „Bester Nebendarsteller“ mit dem Europäischen Filmpreis (Felix) geehrt und bedankte sich im Theater des Westens mit einem Auftritt, in dem er sich an seine ersten Schritte vor 80 Jahren auf dieser Bühne erinnerte, vor dem Publikum auf die Knie fiel und rief: „Ich bin’s, das Heinerle!“
Im Sommer 1991 begannen die Dreharbeiten zu In weiter Ferne, so nah!, dem Nachfolgeprojekt von Der Himmel über Berlin. Als Curt Bois am 25. Dezember 1991 in Berlin starb, wurde die Rolle durch Heinz Rühmann ersetzt. Bois hatte schon einmal Rühmann zu einem Erfolg verholfen, nachdem er die Rolle für Die Drei von der Tankstelle aufgrund persönlicher Vorbehalte gegen die Ufa abgelehnt hatte.
Curt Bois konnte auf eine über 80-jährige Schauspielerkarriere zurückblicken und wirkte in mehr als hundert Filmen mit. Seine Grabstätte befindet sich auf dem Friedhof Wilmersdorf in Berlin. Mittlerweile wurde das Grab aufgelassen.

## Zitate
„Er ist der Harold Lloyd des Jahrgangs 1901, der zwanzig war, als die Inflation kam. Er hat ihre von der Zeit ererbten Frechheiten und eine Elastizität, die auf jeden Börsenkrach und auf jede Revolution zu jeder Minute gefaßt ist, um Widerstand zu leisten. Er hat ihre Ängstlichkeit, ihre Hast, ihre Unsentimentalität, ihre Geschäftstüchtigkeit.“ (Erich Kästner, um 1920)
„Bois ist der muntere Knabe, der alles immer besser weiß. Der allen über den Mund fährt. Der zehn Sätze gleichzeitig beginnt und keinen beendet. Sein scharfes Auge mustert und durchschaut die Welt von heute.“ (Paul Marcus (d.i. Pem): Die vom Brettl. In: Der Junggeselle, Nr. 23, 2. Juniheft 1926, S. 7.)
„Was wäre die Komödie ohne Curt Bois? Eine Uhr ohne Zeiger, eine Glühbirne ohne elektrischen Strom, ein Auto ohne Motor.“ (Felix Salten; Neue Freie Presse, Wien, 11. Oktober 1930 aus dem Nachlass Bois’ In: Gerold Ducke; „Der Humor kommt aus der Trauer“ Curt Bois. Eine Biografie, Bostelmann und Siebenhaar Verlag, Berlin 2001, S. 80.)
„Vom Leben kolossal verwöhnt, saßen Hedi und ich am 7. Februar 1933 im Wartesaal des Anhalter Bahnhofs. Mein Zug ging nach Wien. In zwanzig Tagen wird der Reichstag brennen, die Republik in Flammen stehen. Ich war der Vernichtung gerade noch entgangen. Wieviele meiner Kollegen nicht. Zurück blieb meine Lustigkeit, meine Gedankenlosigkeit.“ (Bois Curt; „Zu wahr um schön zu sein“, Henschelverlag Kunst und Gesellschaft, Berlin 1980, S. 64)

## Auszeichnungen
- 1960: Deutscher Kritikerpreis für Rolle Sganarelle in Fritz Kortners Inszenierung von Don Juan (Molière)
- 1961: Bundesverdienstkreuz 1. Klasse (von Bois abgelehnt)[5]
- 1963: Ernennung zum Staatsschauspieler[5]
- 1971: Filmband in Gold für langjähriges und hervorragendes Wirken im deutschen Film
- 1988: Europäischer Filmpreis „Felix“ (Bester Nebendarsteller) für Rolle Homer in Wim Wenders Film : Der Himmel über Berlin
- 1991: Großes Bundesverdienstkreuz; es wurde ihm vor seinem Tod verliehen, die Überreichung erlebte er nicht mehr.[5]

## Filmografie (Auswahl)
Sofern nicht anders erwähnt: als Darsteller.

### Stummfilme in Deutschland
- 1907: Bauernhaus und Grafenschloß
- 1908: Der fidele Bauer
- 1909: Mutterliebe
- 1909: Klebolin klebt alles
- 1909: Der kleine Detektiv
- 1912: Des Pfarrers Töchterlein
- 1912: Ein neuer Erwerbszweig
- 1913: Das Geschenk des Inders
- 1916: Streichhölzer, kauft Streichhölzer!
- 1916: Tante Röschen will heiraten
- 1916: Tony als Amor
- 1916: BZ-Maxe & Co. / Zeitungsmaxe & Co.
- 1917: Das unruhige Hotel
- 1917: Ehestiftung mit Hindernissen
- 1917: Die Spinne
- 1917: Max und Moritz von heute
- 1917: Das Klima am Vaucourt
- 1917: Bobby als Amor
- 1917: Das große Los
- 1917: Abenteuer im Warenhaus
- 1918: Moderne Frauen oder Der Dieb
- 1918: So ’n kleiner Schwerenöter
- 1918: Der goldene Pol
- 1918: Der Dieb
- 1919: Die Austernprinzessin
- 1922: Sie und die Drei
- 1926: Wehe, wenn sie losgelassen
- 1926: Der Jüngling aus der Konfektion
- 1926: Der goldene Schmetterling
- 1926: Gräfin Plättmamsell
- 1927: Der Fürst von Pappenheim
- 1927: Dr. Bessels Verwandlung
- 1928: Majestät schneidet Bubiköpfe
- 1929: Anschluß um Mitternacht

### Tonfilme in Deutschland
- 1931: Der Schlemihl
- 1932: Ein steinreicher Mann
- 1932: Scherben bringen Glück

### Filme in den USA
- 1937: Hollywood Hotel
- 1937: Tovarich
- 1938: Romance in the Dark
- 1938: Gold Diggers in Paris
- 1938: Das Doppelleben des Dr. Clitterhouse (The Amazing Dr. Clitterhouse)
- 1938: Der kleine Star (Boy Meets Girl)
- 1938: Im Garten des Mondes (Garden of the Moon)
- 1938: Der große Walzer (The Great Waltz)
- 1939: Hotel Stadt Lemberg (Hotel Imperial)
- 1939: Der Glöckner von Notre-Dame (The Hunchback of Notre Dame)
- 1940: The Lady in Question
- 1940: Der Draufgänger (Boom Town)
- 1940: He Stayed for Breakfast
- 1940: Hullabaloo
- 1940: Bitter Sweet
- 1941: Carioca (That Night in Rio)
- 1941: Das goldene Tor (Hold Back the Dawn)
- 1942: Blue, White and Perfect
- 1942: Die Königin vom Broadway (My Gal Sal)
- 1942: The Tuttles of Tahiti
- 1942: Pacific Rendezvous
- 1942: Casablanca
- 1943: Destroyer
- 1943: Der Pilot und die Prinzessin (Princess O’Rourke)
- 1943: Paris After Dark
- 1943: Swing Fever
- 1943: Liebeslied der Wüste (The Desert Song)
- 1944: Es tanzt die Göttin (Cover Girl)
- 1944: Zigeuner-Wildkatze (Gypsy Wildcat)
- 1944: Blonde Fever
- 1945: Der Seeteufel von Cartagena (The Spanish Main)
- 1945: Das Spiel mit dem Schicksal (Saratoga Trunk)
- 1946: Vendetta
- 1947: Jungle Flight
- 1948: The Woman from Tangier
- 1948: Triumphbogen (Arch of Triumph)
- 1948: French Leave
- 1948: Das Geheimnis der Frau in Weiß (The Woman in White)
- 1948: Up in Central Park
- 1948: Geld oder Liebe (Let’s Live a Little)
- 1949: Gefangen (Caught)
- 1949: A Kiss in the Dark
- 1949: The Lovable Cheat
- 1949: Der Spieler (The Great Sinner)
- 1949: Der Schlagerkönig (Oh, You Beautiful Doll)
- 1950: Joe Palooka Meets Humphrey
- 1950: Liebe unter schwarzen Segeln (Fortunes of Captain Blood)

### Nachkriegsfilme in Deutschland
- 1955: Ein Polterabend (Regie) (DEFA-Film)
- 1955: Herr Puntila und sein Knecht Matti (Österreich)
- 1958: Androklus und der Löwe (TV)
- 1960: Das Spukschloß im Spessart
- 1964: Flüchtlingsgespräche (TV)
- 1964: Der eingebildete Kranke / Von Menschen und Figuren (TV)
- 1966: Ganovenehre
- 1966: Die hundertste Nacht (TV)
- 1966: Bert Brecht vor dem McCarthy-Ausschuss (TV)
- 1968: Der Zauberberg (TV)
- 1969: Amerika oder der Verschollene (TV)
- 1971: Der Kommissar (Folge 36: Tod eines Ladenbesitzers)
- 1971: Der Pott (TV)
- 1971: Der Trojanische Sessel (TV)
- 1972: Der Kommissar (Folge 52: Das Ende eines Humoristen)
- 1974: Strychnin und saure Drops (TV)
- 1974: Der Kommissar (Folge 78: Schwierigkeiten eines Außenseiters)
- 1977: Das Rentenspiel (TV)
- 1977: Der Alte (Folge 4: Toccata und Fuge)
- 1979: Liebe, Tod und Heringshäppchen (TV)
- 1979: Das Idol von Mordassow (TV)
- 1979: Die Wandlung (Mario Adorf Special) (TV)
- 1980: Das Boot ist voll
- 1980: Wochenendgeschichten (TV)
- 1980: Die Alten kommen (TV)
- 1980: Bühne frei für Kolowitz (TV)
- 1981: Der Schützling (TV)
- 1981: Der Mond scheint auf Kylenamoe (TV)
- 1981: Flächenbrand (TV)
- 1981: Gesucht wird...Drei Geschichten um nicht ganz ehrenwerte Herren (TV)
- 1982: Gedächtnis
- 1982: Täglich eine gute Tat (TV)
- 1982: Die Lady frisst (TV)
- 1982: Hundeglück (TV)
- 1982: Blut wird fließen (TV)
- 1983: Uta (TV)
- 1983: Die wilden Fünfziger
- 1983: Der Alte (Folge 70: Auf Leben und Tod)
- 1985: Kleine Stadt, ich liebe dich (TV-Serie)
- 1986: Detektivbüro Roth (TV-Serie)
- 1986: Kir Royal – Adieu Claire (TV-Serie, 4. Folge)
- 1987: Der Himmel über Berlin
- 1988: Das letzte Band (TV)

## Theater
- 1908: Leo Fall: Der fidele Bauer (Heinerle) – Regie: Franz Groß (Theater des Westens, Berlin)
- 1909: Jean Kren/Georg Okonkowski: Wo wohnt sie denn? (Ernesto, ein Wunderkind) – Regie: Jean Kren/Alfred Schönfeld (Thalia-Theater, Berlin)
- 1909: A. Bernstein-Sawersky und A.S. Pordes-Milo: König Zipapek (König Zipapek) (Neues Schauspielhaus am Nollendorfplatz, Berlin)
- 1911: William Shakespeare: Richard III. (Richard, Herzog von York) – Regie: Ferdinand Bonn (Zirkus Busch, Berlin)
- 1916: Robert Stolz: Das Glücksmädel – Operette (Lehrling) – (Theater des Westens, Berlin)
- 1924: George Bernard Shaw: Eine musikalische Kur (Lord) – Regie: Julius E. Herrmann (Deutsches Künstlertheater, Berlin)
- 1924: Avery Hopwood: Unsere kleine Frau (Bobby Brown) – Regie: Erich Papst [sic!] (Komödie, Berlin)
- 1924: Otto Schwartz und Georg Lengbach: Der blaue Heinrich (Deutsches Künstlertheater, Berlin)
- 1924: Harry Archer: Wildwestmädel (Tommy Tucker) – Regie: Gustav Charlé (Neues Theater am Zoo, Berlin)
- 1924: Heinrich Mann: Varieté (Kapellmeister) – Regie: Julius E. Herrmann (Deutsches Künstlertheater, Berlin)
- 1925: Richard Keßler: Monsieur Trulala (König von Patalonien) – Regie: Reinhold Bruck (Deutsches Künstlerhaus, Berlin)
- 1925: Arnolt Bronnen: Die Exzesse (Max/Puffke) – Regie: Heinz Hilpert (Lessing-Theater, Berlin)
- 1925: Franz Arnold und Ernst Bach: Olly-Polly (Charly) – Regie: Franz Arnold (Neues Theater am Zoo, Berlin)
- 1925: Marie Madeleine/Wilhelm Bendow (Bearb.): Die drei Losgelassenen (Graf Maximilian) – Regie: Curt Bois (Komödie, Berlin)
- 1926: Maurice Donnay: Lysistrata (Agathos) – Regie: Erich Engel (Kammerspiele, Berlin)
- 1926: Somerset Maugham: Victoria (Tanzlehrer) – Regie: Max Reinhardt (Komödie, Berlin)
- 1927: Nancy und Armont: Theo macht alles (Theo) – Regie: Julius E. Herrmann (Komödienhaus, Berlin)
- 1927: Arnold Ridley: Der Geisterzug (Teddie Ridley) – Regie: Erich Pabst (Berliner Theater)
- 1927: Ossip Dymow: Bronx Express (Jankel Fliamkes) – Regie: Heinz Hilpert (Kammerspiele, Berlin)
- 1927: Henry Bataille: Poliche (Didier Mereuil) – Regie: Hans Leibelt (Renaissance-Theater, Berlin)
- 1928: John Galsworthy: Flucht (Sträfling, Spießer, Tourist) – Regie: Victor Barnowsky (Theater an der Königgrätzer Straße, Berlin)
- 1928: Stefan von Kamare: Leinen aus Irland (Schlesinger-Effendi) – Regie: Leopold Kramer (Theater an der Königgrätzer Straße, Berlin)
- 1928: Carl Sternheim: Maske (Mandelstam) – Regie: Carl Sternheim (Theater in der Behrenstraße, Berlin)
- 1928: Heinrich Mann: Bibi (Bibi) – (Theater im Palmenhaus, Berlin)
- 1928: Leo Lania: Konjunktur (Trebitsch-Lincoln) – Regie: Erwin Piscator (Lessing-Theater, Berlin)
- 1928: Stefan von Kamare: Leinen aus Irland (Schlesinger-Effendi) – Regie: Paul Kalbeck (Theater in der Josefstadt, Wien)
- 1928: Brandon Thomas: Charleys Tante (Lord Babberley) – Regie: Hugo Thimig (Theater in der Josefstadt, Wien)
- 1929: Brandon Thomas: Charleys Tante (Lord Babberley) – Regie: Felix Weissberger/Curt Bois (Komödienhaus, Berlin)

Curt Bois und Elisabeth Lennartz in einer Aufführung von Berstls Scribbeys Suppen sind die besten im Komödienhaus, Berlin; September 1929.
(Fotoagentur Zander & Labisch, Berlin.)

- 1929: Julius Berstl: Scribbeys Suppen (Percy Bubbles) – Regie: Fritz Wendhausen (Komödienhaus, Berlin)
- 1930: Fritz von Unruh: Phaea (Freddy Krah) – Regie: Max Reinhardt (Deutsches Theater, Berlin)
- 1930: Alfred Savoir: Nur ein Statist (Albert, ein Statist) – Regie: Bernd Hofmann (Neues Wiener Schauspielhaus)
- 1931: Edouard Bourdet: Das schwache Geschlecht (Carlos Pintos) – Regie: Max Reinhardt (Kurfürstendamm-Theater, Berlin)
- 1931: Curt Bois/Max Hansen: Dienst am Kunden (Alexander Peloponos) – Regie: Hans Deppe, Curt Bois (Komödie, Berlin)
- 1932: Nikolai Gogol: Der Revisor (Chlestakow) – Regie: Heinz Hilpert (Volksbühne, Berlin)
- 1932: Ronald Ditheray: Trautes Heim – Glück allein (Der Gatte) – Regie: Kurt Robitschek (Kabarett der Komiker, Berlin)
- 1935: Leo Perutz, Hans Adler: Tomorrow’s a Holiday (Toni Heffner) – George Kaufman (Golden Theater, New York)
- 1936: Paul Vulpius: Help Yourself – Regie: Lucius Cook (Manhattan Theater, New York)
- 1950: Nikolai Gogol: Der Revisor (Chlestakow) – Regie: Wolfgang Langhoff (Deutsches Theater Berlin)
- 1952: Bertolt Brecht: Herr Puntila und sein Knecht Matti (Puntila) – Regie: Bertolt Brecht (Berliner Ensemble im Deutschen Theater, Berlin)
- 1952: Werner Bernhardy: Ein Polterabend – Regie: Curt Bois (Deutsches Theater, Berlin)
- 1957: William Shakespeare: Was ihr wollt (Malvolio) – Regie: Fritz Kortner (Münchner Kammerspiele)
- 1958: George Bernard Shaw: Androklus und der Löwe (Androklus) – Regie: Fritz Kortner (Residenztheater München)
- 1959: Friedrich Schiller: Die Räuber (Spiegelberg) – Regie: Fritz Kortner (Schiller-Theater, Berlin)
- 1960: Molière: Don Juan (Sganarelle) – Regie: Fritz Kortner (Schiller-Theater, Berlin)
- 1961: Molière: Scapin (Scapin) – Regie: Otto Schenk (Theater in der Josefstadt, Wien)
- 1962: William Shakespeare: Was ihr wollt (Malvolio) – Regie: Fritz Kortner (Schiller-Theater, Berlin)
- 1962: Martin Walser: Der Abstecher (Box Hubert) – Regie: Harry Meyen (Schloßpark-Theater, Berlin)
- 1962: Jean Anouilh: Das Orchester (Klavierspieler Leon) – Regie: Harry Meyen (Schloßpark-Theater, Berlin)
- 1964: Moliere: Der eingebildete Kranke (Argan) – Regie: Fritz Kortner (Deutsches Schauspielhaus, Hamburg)
- 1965: Bertolt Brecht: Herr Puntila und sein Knecht Matti (Puntila) – Regie: Boleslav Barlog (Schiller-Theater, Berlin)
- 1966: Arkady Leokum: Zwei Einakter : Feinde (Gittelmann) und Freunde – Regie: Max P. Ammann (Schloßpark-Theater, Berlin)
- 1966: William Shakespeare: Troilus und Cressida (Thersites) – Regie: Ernst Schröder (Schiller-Theater, Berlin)
- 1967: William Shakespeare: Ein Sommernachtstraum (Zettel) – Regie: Boleslaw Barlog (Schloßpark-Theater, Berlin)
- 1967: Ödön von Horvath: Geschichten aus dem Wiener Wald (Zauberkönig) – Regie: Max P. Ammann (Schiller-Theater, Berlin)
- 1968: Molière: Der Bürger als Edelmann (Jourdain) – Regie: Max P. Ammann (Schiller-Theater, Berlin)
- 1968: Anton Tschechow: Die Möwe (Sorin) – Regie: Liviu Ciulei (Schiller-Theater, Berlin)
- 1971: Franz Buchrieser: Hansel (Hans Rametshofer) – Regie: Fritz Zeche (Schiller-Theater, Berlin)
- 1973: Bertolt Brecht: Turandot oder der Kongress der Weißwäscher (Kaiser) – Regie: Wolfgang Pintzka/Peter Kupke (Berliner Ensemble)
- 1973: F. Scott Fitzgerald: Der Präsident oder das Würstchen (Oppa Horatio) – Regie: Hans Hollmann (Schloßpark-Theater, Berlin)
- 1974: Nikolai Gogol: Die Heirat (Anutschkin) – Regie: Hans Hollmann (Schloßpark-Theater, Berlin)
- 1974: Seán O’Casey: Juno und der Pfau (Schneider Nadel Nurgent) – Regie: Hans Lietzau (Schiller-Theater, Berlin)
- 1975: Georg Büchner: Leonce und Lena (Der Schulmeister) – Regie: Roberto Ciulli (Schloßpark-Theater, Berlin)
- 1975: Arthur Schnitzler: Der grüne Kakadu (Prospere) – Regie: Karl Paryla (Schlosspark-Theater, Berlin)
- 1975: Arthur Schnitzler: Literatur (Witwe eines Generals) – Regie: Karl Paryla (Schloßpark-Theater, Berlin)
- 1976: Roger Vitrac: Der Coup von Trafalgar (Monsieur Peigne) – Regie: Roberto Ciulli (Schiller-Theater, Berlin)
- 1976: Bertolt Brecht: Betrachten Sie die Verhältnisse dieses Planeten – Regie: Peter Fischer (Schiller-Theater, Berlin)
- 1976: Elias Canetti: Hochzeit (Doktor Bock) – Regie: Günter Krämer (Schiller-Theater, Berlin)
- 1977: Bertolt Brecht: Mann ist Mann (Bronze einer tibetanischen Pagode) – Regie: Roberto Ciulli (Schloßpark-Theater, Berlin)
- 1978: William Shakespeare: Der Sturm (Gonzalo) – Regie: Alfred Kirchner (Schiller-Theater, Berlin)

## Hörspiele
- 1958: Karl Wittlinger: Ein Fünfmarkstück namens Müller (Egon Müller) – Regie: Kurt Reiss (NDR)
- 1974: John Arden und Margaretta D’Arcy: Das Erbe von Ballygombeen (Hollidey-Cheype) – Regie: Walter Adler (WDR/SR)
- 1977: Kedar Nath: Der Laden (Bhimu Shah) – Regie: Götz Naleppa (RIAS Berlin)
- 1982: Paul Mommertz: Hamsun (Titelrolle) – Regie: Ernst Wendt (BR)
- 1982: Sei Kurashima: Das Läuten des Windglöckchens (Inouye) – Regie: Albrecht Surkau (Rundfunk der DDR – Kunstkopf)
- 1984: LaVerne Kehr: Bei uns im Westen (Al) – Regie: Albrecht Surkau (Rundfunk der DDR – Kunstkopf)
- 1990: Jean-Claude Kuner: Curt Bois: Auf unbestimmte Zeit ver(g)reist – Regie: Jean-Claude Kuner  (SFB/SRF–Studio Basel)

## Tonträger
- 1991: Curt Bois: Berlin (EastWest Records)

## Schriften
- Curt Bois: So schlecht war mir noch nie. Aus meinem Tagebuch. Mitarbeit: Wolfgang Deichsel. Friedrich, Velber 1967 (Auch: Athenäum Verlag, Königstein (Taunus) 1984, ISBN 3-7610-8361-0); Über eine Probe (zu Molière, Der eingebildet Kranke) bei Fritz Kortner, in: Claus Landsittel, Kortner anekdotisch, 1970 (dtv), S. 118–123.
- Curt Bois: Zu wahr, um schön zu sein. Mitarbeit: Gerald Ducke. Henschelverlag Kunst u. Gesellschaft, Berlin 1980 (2., veränderte Auflage. ebenda 1982).

## Film über Curt Bois
- Curt Bois – Charakterkomiker. Dokumentation 2001, 45 Min., Regie: Christoph Rüter. * Inhaltsangabe bei Christoph Rüter Filmproduktion